# Тальякоццо
Тальякоццо (итал. Tagliacozzo) — коммуна в Италии, расположена в регионе Абруццо, подчиняется административному центру Л’Акуила.

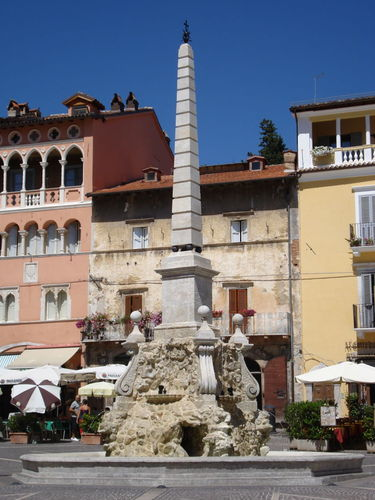
Tagliacozzo

Население составляет 6814 человека (на 2005 г.), плотность населения составляет 76,21 чел./км². Занимает площадь 89,41 км². Почтовый индекс — 67069. Телефонный код — 0863.
Праздник ежегодно празднуется 13 июня.